# Milkha Singh
Milkha Singh (Panjabi ਮਿਲਖਾ ਸਿੰਘ; * 20. November 1929 (angegeben wird auch: 8. Oktober 1935) in Lyallpur, damals Britisch-Indien, heute Pakistan; † 18. Juni 2021 in Chandigarh, Indien) war ein indischer Olympionike im Sprint.

## Leben
Milkha Singh wurde in eine Sikh-Familie im westlichen Teil des Punjab geboren. Bei der Teilung Indiens kam dieser Teil des Punjab zu Pakistan. Singhs Eltern, ein Bruder und zwei Schwestern wurden bei den anschließend ausgebrochenen gewalttätigen Unruhen durch einen Muslim-Mob ermordet. Er selber konnte als Waise fliehen, sich in einem Zug im Frauenabteil verstecken und gelangte so nach Indien. In Indien trat er später in die Armee ein, wo seine sportliche Begabung erkannt und gefördert wurde.
Bei den Olympischen Spielen 1956 in Melbourne schied er über 200 und 400 Meter im Vorlauf aus.
1958 gewann er bei den Asienspielen in Tokio Gold über 200 und 400 Meter und bei den British Empire and Commonwealth Games in Cardiff Gold über 440 Yards. Singh war der erste Inder, der eine Goldmedaille in den Leichtathletikdisziplinen gewann und wurde zu einem nationalen Heros und sportlichen Vorbild.
Bei den Olympischen Spielen 1960 in Rom wurde er im Wettkampf über 400 Meter Vierter mit seiner persönlichen Bestzeit von 45,6 s, mit nur einer Hundertstelsekunde Rückstand auf den Dritten Malcolm Spence.
1962 verteidigte er bei den Asienspielen in Jakarta seinen Titel über 400 Meter. Bei den Olympischen Spielen 1964 in Tokio schied er in der 4-mal-400-Meter-Staffel mit der indischen Mannschaft im Vorlauf aus.
1958 wurde er mit dem Padma Shri ausgezeichnet. Er heiratete die Volleyballspielerin Nirmal Kaur; ihr Sohn Jeev Milkha Singh ist als Profigolfer erfolgreich.
2013 wurde Milkha Singhs Leben im Sportlerdrama „Der Lauf seines Lebens- the Flying Sikh“ (original „Bhaag Milkha Bhaag“) biographisch verfilmt. Die Hauptrolle spielte Farhan Akhtar.
Am 18. Juni 2021 starb Singh im Alter von 91 Jahren während der COVID-19-Pandemie in Indien an den Folgen einer SARS-CoV-2-Infektion.